# Clive Forster Cooper
Clive Forster Cooper (Hampstead, Londres, 3 de abril de 1880 - 23 de agosto de 1947) fue un paleontólogo inglés.
Fue director del Museo de Historia Natural de Londres entre 1938 y 1947. En 1911 descubrió huesos de Paraceratherium en la región asiática de Beluchistán.

## Obra

### Algunas publicaciones
- 1903. Fauna and geography of the Maldive and Laccadive Archipelagoes. Cambridge University Press. (Articles on Cephalochorda, Antipatharia and Nemertinea.)

- 1907 (con J. S. Gardiner.) The Percy Sladen Trust Expedition to the Indian Ocean in 1905. Description of the expedition. Trans. Linn. Soc. (Zoo.), 12, 1–55. Part II. Mauritius to Seychelles. Trans. Linn. Soc. (Zoo.) 12, 111–175.

- 1910. Microchoerus erinaceus, Wood. Ann. Mag. Nat. Hist. ser. 8, 6, 39–43.

- 1911. Paraceratherium bugtiense, a new genus of Rhinocerotidae from the Bugti Hills of Baluchistan. Preliminary notice. Ann. Mag. Nat. Hist. ser. 8, 8, 711–716.

- 1913. Thaumastotherium osborni, a new genus of Perissodactyles from the Upper Oligocene deposits of the Bugti Hills of Baluchistan. Preliminary notice. Ann. Mag. Nat. Hist. ser. 8, 12, 367–381.

- 1913. New Anthracotheres and allied forms from Baluchistan. Preliminary notice. Ann. Mag. Nat. Hist. ser. 8, 12, 514–522.

- 1915. New genera and species of mammals from the Miocene deposits of Baluchistan. Preliminary notice. Ann. Mag. Nat. Hist. ser. 8, 16, 404–410.

- 1920. Chalicotheriodea from Baluchistan. Proc. Zool. Soc. Lond. pp. 357–366.

- 1922. Metamynodon bugtiensis, sp. n., from the Dera Bugti deposits of Baluchistan. Preliminary notice. Ann. Mag. Nat. Hist. ser. 9, 9, 617.

- 1922. Miocene Proboscidia from Baluchistan. Proc. Zool. Soc. Lond. pp. 609–626.

- 1922. Macrotherium salinum, sp. n., a new Chalicothere from India. Ann. Mag. Nat. Hist. ser. 9, 10, 542.

- 1922. A case of secondary adaptation in a tortoise. Ann. Mag. Nat. Hist. ser. 9, 10, 155–157.

- 1923. Note on a lower jaw of an African Elephant. Ann. Mag. Nat. Hist. ser. 9, 12, 263–264.

- 1923. Carnivora from the Dera Bugti deposits of Baluchistan. Ann. Mag. Nat. Hist. ser. 9, 12, 259.

- 1923. Baluchitherium osborni (? syn. Indricotherium turgaicum, Borrissyak). Phil. Trans. B, 212, 35–66.

- 1924. On the skull and dentition of Paraceratherium bugtiense: a genus of aberrant rhinoceros from the lower Miocene deposits of Dera Bugti. Philosophical Transactions of the Royal Society of London (B) 212, p. 369–394

- 1924. The Anthracotheriidae of the Dera Bugti deposits in Baluchistan. Mem. Geol. Surv. India, Palaeontol. Indica, n.s. Mem. no. 2, 8, 1–59.

- 1924. On remains of extinct Proboscidea in the Museums of Geology and Zoology in the University of Cambridge. I. Elephas antiquus. Proc. Camb. Phil. Soc. (Biol. Soc.), 1, no. 2, 108–120.

- 1925. Notes on the species of Ancodon from the Hempstead Beds. Ann. Mag. Nat. Hist. ser. 9, 16, 113–138.

- 1926. Brachyodus woodi, a new species from the Hempstead Beds. Ann. Mag. Nat. Hist. ser. 9, 17, 337.

- 1928. On the ear region of certain of the Chrysochloridae. Phil. Trans. B, 216, 265–283.

- 1928. Pseudamphimeryx hantonensis. Ann. Mag. Nat. Hist. ser. 10, 2, 49–55.

- 1928 (con C. W. Andrews.) On a specimen of Elephas antiquus from Upnor. B.M.N.H. monograph.

- 1932. The genus Hyracotherium. A revision and description of new specimens found in England. Phil. Trans. B, 221, 431–448.

- 1932. Mammalian remains from the Lower Eocene of the London Clay. Ann. Mag. Nat. Hist. ser. 10, 9, 458–467.

- 1934. The extinct Rhinoceroses of Baluchistan. Philosophical Transactions of the Royal  by Browse to Save" id="_GPLITA_0">Society of London (B) 223, p. 569–616

- 1934. A note on the body scaling of Pterichthyodes. Palaeobiol. 6, 25–29.

- 1937. The Middle Devonian fish fauna of Achanarras. Transactions of the Royal Society Edinburgh 59, p. 223–239[1]